# 32. ceremonia wręczenia nagród David di Donatello
32. ceremonia wręczenia włoskich nagród filmowych David di Donatello odbyła się 29 kwietnia 1987 roku na Kapitolu w Rzymie.

## Laureaci i nominowani
Laureaci nagród wyróżnieni są wytłuszczeniem.

### Najlepszy film
- Rodzina (La famiglia), reż. Ettore Scola
- Prezent pod choinkę (Regalo di Natale), reż. Pupi Avati
- Historia miłosna (Storia d’amore), reż. Francesco Maselli

### Najlepszy debiutujący reżyser
- Giorgio Treves – La coda del diavolo
- Antonietta De Lillo i Giorgio Magliulo – Una casa in bilico
- Giuseppe Tornatore – Kamorysta (Il camorrista)

### Najlepszy reżyser
- Ettore Scola – Rodzina (La famiglia)
- Pupi Avati – Prezent pod choinkę (Regalo di Natale)
- Francesco Maselli – Historia miłosna (Storia d’amore)

### Najlepszy reżyser zagraniczny
- James Ivory – Pokój z widokiem (A Room with a View)

### Najlepszy scenariusz
- Ruggero Maccari, Furio Scarpelli i Ettore Scola – Rodzina (La famiglia)
- Pupi Avati i Giovanni Bruzzi – Prezent pod choinkę (Regalo di Natale)
- Francesco Maselli – Historia miłosna (Storia d’amore)

### Najlepszy scenariusz zagraniczny
- Woody Allen – Hannah i jej siostry (Hannah and Her Sisters)

### Najlepszy producent
- Franco Cristaldi i Bernd Eichinger – Imię róży (Der Name der Rose)
- Antonio Avati - Prezent pod choinkę (Regalo di Natale)
- Franco Committeri - Rodzina (La famiglia)

### Najlepsza aktorka
- Liv Ullmann – Żegnaj, Moskwo (Mosca addio)
- Valeria Golino – Historia miłosna (Storia d’amore)
- Stefania Sandrelli – Rodzina (La famiglia)

### Najlepszy aktor
- Vittorio Gassman – Rodzina (La famiglia)
- Diego Abatantuono – Prezent pod choinkę (Regalo di Natale)
- Gian Maria Volonté – Sprawa Moro (Il caso Moro)

### Najlepsza aktorka drugoplanowa
- Lina Sastri – Dochodzenie (L'inchiesta)
- Valentina Cortese – Via Montenapoleone
- Stefania Sandrelli – La sposa era bellissima

### Najlepszy aktor drugoplanowy
- Leo Gullotta – Kamorysta (Il camorrista)
- Justino Dìaz – Otello
- Gigi Reder – Superfantozzi
- Mattia Sbragia – Sprawa Moro (Il caso Moro)

### Najlepszy aktor zagraniczny
- Dexter Gordon - Około północy (Round Midnight)

### Najlepsza aktorka zagraniczna
- Norma Aleandro – Wersja oficjalna (La historia oficial)

### Najlepsze zdjęcia
- Tonino Delli Colli – Imię róży (Der Name der Rose)
- Ricardo Aronovich – Rodzina (La famiglia)
- Franco Di Giacomo – Dochodzenie (L'inchiesta)

### Najlepsza piosenka
- Regalo di Natale autorstwa Riza Ortolaniego z filmu Prezent pod choinkę (Regalo di Natale)

### Najlepsza scenografia
- Dante Ferretti – Imię róży (Der Name der Rose)
- Mario Chiari – Via Montenapoleone
- Luciano Ricceri – Rodzina (La famiglia)

### Najlepsze kostiumy
- Gabriella Pescucci – Imię róży (Der Name der Rose)
- Anna Anni i Maurizio Millenotti – Otello
- Gabriella Pescucci – Rodzina (La famiglia)

### Najlepszy montaż
- Francesco Malvestito – Rodzina (La famiglia)
- Amedeo Salfa – Prezent pod choinkę (Regalo di Natale)
- Jane Seitz – Imię róży (Der Name der Rose)

### Najlepszy film zagraniczny
- Pokój z widokiem (A Room with a View), reż. James Ivory

### Nagroda Premio Alitalia
- Anna Maria Clementelli
- Silvio Clementelli
- Damiano Damiani
- Fulvio Lucisano

### Nagroda David René Clair
- Jean-Jacques Annaud

### Nagroda David Luchino Visconti
- Alain Resnais

### Nagroda specjalna
- Elena Valenzano